# نيل ماكغريغور
نيل ماكغريغور (بالإنجليزية: Neil McGregor)‏ هو لاعب كرة قدم بريطاني في مركز الدفاع، ولد في 17 يوليو 1985 في Irvine, North Ayrshire ‏ في المملكة المتحدة. لعب مع دونفرملين أثلتيك ونادي آير يونايتد ونادي دندي ونادي كلايد ونادي كيلمارنوك.

## وصلات خارجية
- نيل ماكغريغور على موقع قاعدة بيانات كرة القدم.إي يو (الإنجليزية)
- نيل ماكغريغور على موقع Soccerbase.com (لاعب) (الإنجليزية)